# Lael Gregory
Lael Gregory (23 de febrero de 1974) es un deportista estadounidense que compitió en snowboard. Ganó una medalla de plata en el Campeonato Mundial de Snowboard de 1996, en la prueba de halfpipe.

## Medallero internacional
| Campeonato Mundial | Campeonato Mundial | Campeonato Mundial | Campeonato Mundial |
| Año                | Lugar              | Medalla            | Competición        |
| ------------------ | ------------------ | ------------------ | ------------------ |
| 1996               | Lienz (Austria)    | Medalla de plata   | Halfpipe           |